# Eureka (película de 2000)
Eureka (ユリイカ Yuriika?) es una película dramática japonesa de 2000 dirigida y escrita por Shinji Aoyama. Cuenta con las actuaciones de Kōji Yakusho, Aoi Miyazaki y Masaru Miyazaki. Eureka es presentada casi en su totalidad en un tono sepia. Cerca del final de la misma se muestran vivos colores, justo cuando ocurre un cambio importante en la historia.
La película se centra en la historia de tres personajes que han sido víctimas de una experiencia violenta e intentan retomar sus vidas cotidianas, enfrentándose a todo tipo de obstáculos sociales y personales.

## Sinopsis
Eureka es un drama ambientado principalmente en la zona rural de Kyushu, Japón, y está filmado casi en su totalidad en tono sepia. Cuenta la historia de los efectos duraderos de una experiencia violenta en tres personas, un hermano y una hermana adolescentes, Naoki y Kozue Tamura, y un conductor de autobús, Makoto Sawai. Ellos tres fueron los únicos sobrevivientes del secuestro de un autobús por un hombre armado. Los eventos violentos reales que los traumatizan no se muestran en detalle. La medida en que los tres se han visto afectados lentamente se hace evidente. Naoki y Kozue no regresan a la escuela, no hablan y se distancian de sus padres. Algún tiempo después del secuestro, su madre abandona a la familia. Más tarde su padre muere en un accidente automovilístico. No está claro si su muerte es un suicidio. Los dos niños siguen viviendo solos en el hogar familiar. Mientras tanto, a Makoto le resulta imposible llevar una vida normal y sale a la carretera, dejando a su esposa separada viviendo en la casa familiar con su anciano padre, su hermano mayor, su esposa y su hija. Después de un tiempo, Makoto regresa a casa para darse cuenta de que su esposa lo ha abandonado. No puede volver a manejar un autobús y toma un trabajo como jornalero con un viejo amigo de la escuela.
Las relaciones entre Makoto y su hermano comienzan a deteriorarse y Makoto se muda con Naoki y Kozue. Él se hace cargo de la limpieza y se asegura de que coman correctamente. Kozue ahora comienza a comunicarse un poco, pero Naoki permanece en silencio. El detective que se ocupó del secuestro comienza a hostigar a Makoto por el asesinato de una mujer en el vecindario, aparentemente sin ninguna evidencia. Mientras Makoto sale a trabajar un día, Akihiko, primo de los niños, llega y le dice que tiene la intención de quedarse para cuidar de ellos. Finalmente los cuatro se establecen en una especie de arreglo familiar.
Se produce un nuevo asesinato y esta vez la víctima es una amiga de Makoto. Es arrestado e interrogado por el detective, pero finalmente es liberado. Habla con su amigo y compañero de trabajo sobre su deseo de volver a conducir y crea un plan para solucionar sus problemas. Compra un viejo autobús y lo convierte en una especie de alojamiento. La familia entera sale en un largo recorrido por la isla. Kozue se vuelve más relajada mientras viajan, pero Naoki parece más perturbado. Eventualmente queda claro que Naoki es quien comete los asesinatos. Makoto lo confronta y lo convence para que se entregue. Los tres miembros restantes de la improvisada familia continúan con el viaje hasta que Makoto finalmente pierde la paciencia con la perspectiva cínica y superficial de Akihiko y lo arroja del autobús. Makoto y Kozue continúan su viaje hasta que, finalmente, cuando alcanzan la cima de la montaña más alta en Kyushu, ambos se dan cuenta de que pueden enfrentar la vida cotidiana nuevamente. En ese momento la película se torna en color.

## Reparto
- Kōji Yakusho es Makoto Sawai.
- Aoi Miyazaki es Kozue Tamura.
- Masaru Miyazaki es Naoki Tamura.
- Yoichiro Saito es Akihiko.
- Sayuri Kokushō es Yumiko.
- Ken Mitsuishi es Shigeo.
- Gō Rijū es Busjack.
- Yutaka Matsushige es Matsuoka.
- Sansei Shiomi es Yoshiyuki Sawai.
- Kimie Shingyoji es Madre.
- Eihi Shiina es Keiko Kono.
- Machiko Ono es Mikiko Sawai.
- Denden es Yoshida.

## Recepción
La película ha sido alabada por la crítica especializada y la audiencia general. En Rotten Tomatoes la cinta cuenta con un índice aprobatorio del 91% con un rating promedio de 4.1 sobre 5. Jamie Russell de la BBC le otorgó cuarto estrellas sobre cinco posibles a la cinta. Lisa Schwarzbaum de Entertainment Weekly la calificó con una nota B+.
Scott Tobias de The A.V. Club describió el filme como una "meditación reflexiva, exquisitamente controlada y que afecta profundamente a lo que significa ser humano". Michael Wilmington de Chicago Tribune afirmó: "Las bellas imágenes del océano, las colinas y el paisaje terrestre tienen una amplitud y esplendor que recuerdan a las películas de Wim Wenders o los westerns de John Ford".
Fue ubicada en la lista de Cynthia Fuchs de PopMatters como una de las mejores películas del año 2001.